# Taurină
Taurina este un acid aminoetilsulfonic prezent în secreția biliară. Împreună cu acidul colic, formează acidul taurocolic. Se prezintă sub forma de cristale albe, solubile. Această substanță este produsă și de organismul uman, în special în mușchi, creier, inimă și sânge. O persoană care cântărește 70 kg are în mod natural aproximativ 70g de taurină distribuită în tot corpul, adică  70 de ori mai multă taurină decât o doza de 250 ml de băutură energizantă, care conține 1000 mg. 
Se poate remarca faptul că  deși taurina este adesea descrisă ca fiind un aminoacid (chiar și în literatura de specialitate), ea este de fapt un acid amino-sulfonic, deoarece îi lipsește grupul carboxil. Deși au fost identificate polipeptide de dimensiuni reduse care conțin taurină, nu s-a descris nici o aminoacil-ARNt-sintetază care să recunoască taurina și să fie în stare să o încorporeze în ARNt (nu posedă un codon în genom). Nu este inclusă în proteine sau enzime.
Uneori, în condiții de stres sau de efort fizic organismul uman elimină prin urină o cantitate mai mare de taurină și e posibil astfel ca această substanță să nu mai fie sintetizată suficient. În acest caz putem recurge la consumul unei băuturi energizante pentru a compensa deficitul de taurină.
Taurina din băuturile energizante este o substanță sintetică, nefiind derivată din produse animale.
Față de calea naturală de sinteză a taurinei descrisă anterior, este bine de știut că în practică taurina este sintetizată pornindu-se de la cisteină, metionină și vitamina E, sau se utilizează taurina naturală provenită din intestinul bovinelor. Taurina sintetică se obține din acid izethionic, care, la rândul său, provine din reacția oxidului de etilenă cu o soluție apoasă de bisulfit de sodiu. În produsele care conțin taurină, aceasta nu provine nici pe departe, așa după cum cred unii, din urină și spermă de taur (cu mențiunea că, într-adevăr, multe mamifere produc în testicule compusul respectiv, deci taurina este desigur prezentă în cele două lichide biologice anterior amintite). Oricum, în produsele alimentare se încearcă utilizarea substanței din surse non-animale, în așa fel încât vegetarienii să poată accepta fără probleme consumul.
Taurina exogenă se absoarbe cu ușurință, după ingestie obținându-se rapid un nivel plasmatic corespunzător. Cantitatea de taurină din plasmă răspunde mai rapid la suplimentare sau la depleție, față de taurina sanguină. Oricum, cinetica taurinei în organismul uman mai are încă multe laturi necunoscute. De exemplu, taurina plasmatică este foarte redusă la persoanele sănătoase, aflate în status post-absorbtiv, și, datorită compartimentării cantității de taurină între mediile intra și extra celular, această taurină plasmatică pare a reprezenta doar oglinda transferului de taurină dintre diferite organe și, în ansamblu, doar o fracțiune mică din turnoverul general al compusului. Ca și glutamina, taurina se găsește în cantitate mare în mediul intracelular (este al doilea aminoacid - dacă o putem numi așa - după glutamină, din celule) și este bine compartimentată între mediile intra și extracelular. Dar contrar glutaminei, taurina are un turnover foarte lent și schimburi reduse cu plasma.
La ora actuală (2016) nu este cunoscut rolul fiziologic al schimbului de taurină dintre organe. Este posibil ca taurina necesară unor funcțiuni fiziologice să apară pur și simplu prin sinteza de novo in situ, în loc ca ea sa fie preluată din circulația generală. Semnificația schimbului inter-organe de taurină rămâne să fie determinată.

## Primire
În sinteza industrială a taurinei, materia primă este etanolamina - produs de sinteză organică de tonaj mare.
În prima etapă, etanolamina este esterificată cu acid sulfuric:
{\displaystyle {\mathsf {HOCH_{2}CH_{2}NH_{2}+H_{2}SO_{4}\rightarrow HO_{3}SOCH_{2}CH_{2}NH_{2}}}}
Apoi, sub acțiunea sodei caustice, sulfatul de etanolamină formează aziridina:
{\displaystyle {\mathsf {HO_{3}SOCH_{2}CH_{2}NH_{2}+NaOH\rightarrow (CH_{2})_{2}NH}}}
În ultima etapă, acidul sulfuric se adaugă la aziridină sub acțiunea sulfitului de sodiu într-un mediu acid:
{\displaystyle {\mathsf {(CH_{2})_{2}NH+H_{2}SO_{3}\rightarrow HO_{3}SCH_{2}CH_{2}NH_{2}}}}
Capacitatea principală de producție a taurinei este în prezent (2006) localizată în Asia de Sud-Est, iar nivelul prețurilor variază de la 3 USD pe kg (în China) la 5-12 USD pe kg (în Europa).